# 삼성 갤럭시 S20
삼성 갤럭시 S20 5G (Samsung Galaxy S20 5G), 삼성 갤럭시 S20+ 5G (Samsung Galaxy S20+ 5G), 삼성 갤럭시 S20 Ultra 5G (Samsung Galaxy S20 Ultra 5G), 삼성 갤럭시 S20 FE(Samsung Galaxy S20 FE)는 삼성전자가 제조한 안드로이드 스마트폰이다. S20, S20+, S20 울트라는 2020년 2월 11일 언팩 이벤트에서 공개되었으며, S20 FE는 2020년 10월 2일에 공개되었다. 삼성 갤럭시 S10의 후속작으로서 삼성 갤럭시 S 시리즈에 속한다. 이 전화 시리즈의 초기 사양은 120 Hz의 화면 재생 빈도, 108 메가픽셀의 메인 카메라 센서를 갖춘 4개의 카메라 배열이 포함된다. S20+와 S20 울트라도 같이 출시된다. S20 울트라에는 100배 하이브리드 줌 카메라가 추가로 탑재된다. S20은 출시년도인 2020년에 맞추어 네이밍이 S20으로 건너뛰었다.

## 디자인 및 하드웨어

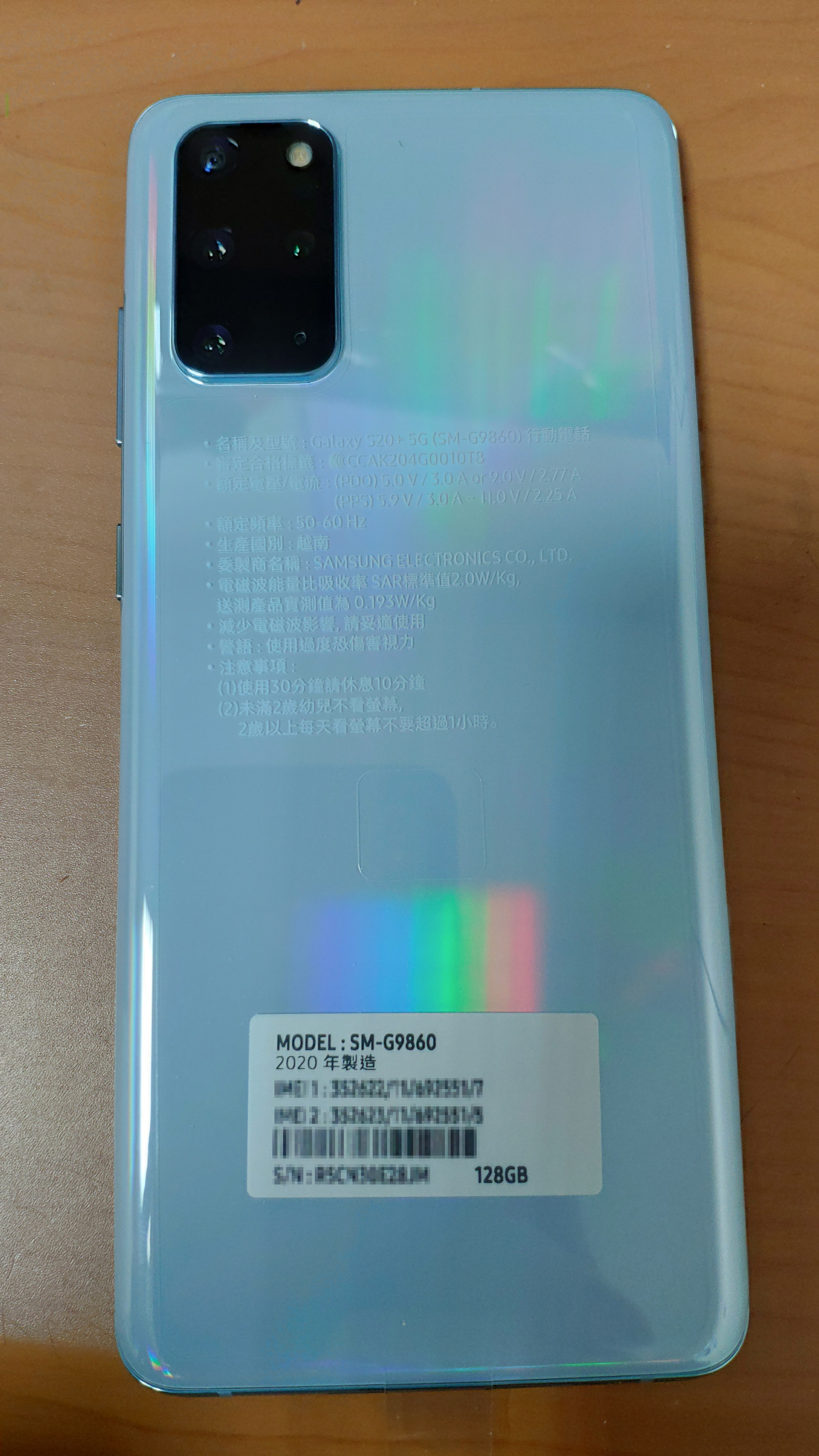
S20+의 후면 디자인

전반적인 디자인은 전작인 갤럭시 S10과 비교하여 크게 다르지 않다. 다만 전작과 비교해서 6.9인치 디스플레이 적용으로 크기가 커졌으며 또한 울트라의 경우 후면에 4개의 카메라가 달린것이 차이점이다. 휴대폰 오른쪽에 4개의 버튼이 각각 볼륨 제어와 전원 기능을 가지고 있으며 갤럭시 노트 10 플러스와 같이 이전의 삼성 기기의 왼쪽 배치와 달라진것이 큰 특징이다. 갤럭시 S20은 3가지 모델, 6.2인치 S20, 6.7인치 S20+, 그리고 최상급 단말인 6.9인치 S20 울트라으로 나온다. S20의 경우 클라우드화이트, 클라우드 화이트, 클라우드핑크, S20+는 클라우드 화이트, 블랙, 클라우드 블루 3가지 색상을 선택할 수 있으며 S20 울트라의 경우 그레이와 블랙만 선택이 가능하다.

### 프로세서
프로세서는 삼성 엑시노스 990과 퀄컴 스냅드래곤 865 SM8250 AP 칩을 지역에 따라 취사선택해 적용한다. 엑시노스 990의 경우 삼성 엑시노스 M5 듀얼코어를 빅 클러스터, ARM Cortex-A76 듀얼코어를 미드 클러스터, 그리고 ARM Cortex-A55 쿼드코어를 리틀 클러스터로 구성한 big.LITTLE 솔루션을 적용한 DynamIQ 방식 HMP 모드 지원 옥타코어 CPU와 ARM Mali-G77 지원 데카코어 GPU를 사용한다. 버스폭은 16 비트 4개를 묶어 64 비트으로 만들었고 쿼드 채널 방식이며 NPU는 듀얼코어이다. 생산 공정은 삼성전자 파운드리 사업부 7nm FinFET LPP (EUV)이다.
퀄컴 스냅드래곤 865 SM8250의 경우 ARM Cortex-A77 쿼드코어 CPU를 싱글코어와 트리플코어로 구성된 두 개의 클러스터로 나우어 한쪽은 고클럭 세팅의 빅 클러스터와 다른 한쪽은 저클럭 세팅의 미드 클러스터, 그리고 ARM Cortex-A55 쿼드코어 CPU를 리틀 클러스터로 구성하여 big.LITTLE 솔루션을 적용한 DynamIQ 방식 HMP 모드 지원 옥타코어 CPU와 퀄컴 Adreno 650 GPU를 사용한다. 생산 공정은 TSMC 7nm FinFET P (ArFi)이다.

### 스토리지
RAM 메모리는 LPDDR5 SDRAM이며 12 GB와 16 GB가 있다. 내장 메모리의 경우 UFS 3.0 규격의 낸드 플래시 메모리를 사용하며 12 GB RAM 모델은 128 GB와 256 GB이며 16 GB RAM 모델은 512 GB만 존재한다. 또 micro SD 카드를 탑재할 수 있어 용량 확장이 가능하다.
| 모델      | Galaxy S20 | Galaxy S20 | Galaxy S20+ | Galaxy S20+ | Galaxy S20 Ultra | Galaxy S20 Ultra | Galaxy S20 FE | Galaxy S20 FE |
| --------- | ---------- | ---------- | ----------- | ----------- | ---------------- | ---------------- | ------------- | ------------- |
|           | RAM        | 메모리     | RAM         | 메모리      | RAM              | 메모리           | RAM           | 메모리        |
| Variant 1 | 8GB        | 128GB      | 8GB         | 128GB       | 12GB             | 128GB            | 6GB           | 128GB         |
| Variant 2 | 12GB       | 128GB      | 12GB        | 128GB       | 12GB             | 256GB            | 8GB           | 128GB         |
| Variant 3 | -          | -          | 12GB        | 256GB       | 16GB             | 512GB            | 8GB           | 256GB         |
| Variant 4 | -          | -          | 12GB        | 512GB       | -                | -                | -             | -             |

### 통신
지원 이동통신의 경우, 3GPP의 Rel.15를 만족하는 NR과 LTE Cat.20 모델이 있다. 모바일 AP에 이동통신을 지원하는 통신 모뎀이 내장되어 있지 않아서 삼성 엑시노스 모뎀 5123과 퀄컴 스냅드래곤 X55 5G 모뎀이 모바일 AP에 따라 별도로 각각 탑재되었다. NR 모델의 경우, 전자는 6 GHz 이하 주파수 대역 기준으로 다운로드는 최대 5.1 Gbps를 보장하고 최대 업로드 속도는 알려지지 않았다. 후자는 6 GHz 이하 주파수 대역 기준으로 최대 다운로드 속도 및 최대 업로드 속도는 알려지지 않았으며 초고주파 대역 기준으로 다운로드는 최대 7.5 Gbps를 보장하고 최대 업로드 속도는 최대 3 Gbps를 보장한다. 6 GHz 이하의 주파수 대역과 초고주파 대역을 동시에 지원하거나 둘 중 하나를 취사선택해 지원한다. 그리고 LTE가 보조해줘야 사용이 가능한 NSA 방식과 LTE의 보조 없이 독립적으로 사용이 가능한 SA 방식을 동시에 지원한다. 지원 LTE 레벨은 Cat.20으로 다운로드는 최대 2 Gbps를 보장하고 업로드는 최대 200 Mbps를 보장한다. 근접통신으로 Wi-Fi는 Wi-Fi 1/3/4/6을 2.4 GHz 주파수에서 지원하고 Wi-Fi 2/4/5/6을 5 GHz 주파수에서 지원한다.

### 디스플레이
6.7인치 20:9 비율의 3200 X 1440 해상도를 가진 AMOLED 디스플레이를 사용한다. 16:9 비율인 WQHD 해상도에 비해 세로 면적이 확장된 해상도로 Quad HD+으로 불린다. 2400 X 1080 해상도를 기본으로 하며 설정에서 이를 높이거나 낮추는게 가능하다. 40MP 전면 카메라가 상단 중앙에 위치하여 있으며 배젤을 최대한 없앤 탓에 디스플레이가 휴대폰 전체를 감싸는듯한 모습을 하고 있다. S20의 디스플레이 패널은 전작인 S10과 S10+와 같이 엣지 디스플레이 기술이 도입된 Dynamic AMOLED 2X 방식의 Infinity-O Display를 사용한다. 그러나 전작과는 달리 곡면 전체를 감싸는 커브드 스크린을 사용하지 않았으며 이는 휴대폰을 지탱하다 실수로 스크린을 터치하는 상황을 방지하기 위한 것이다. 또한 120Hz의 주사율 덕분에 스크롤이 더욱 매끈해지고 게임과 같은 고프레임 환경에서도 스크린 테어링이 발생하는걸 막아준다.  다만 배터리 수명을 위해 기본으로 60Hz의 주사율로 세팅되어 있으나 설정에서 120Hz로 쉽게 바꿀수 있다. 그리고 평상시 120Hz의 터치 샘플링 레이트를 가지고 있는데 게임을 할때에는 자동으로 240Hz로 상향된다.
디스플레이는 HDR10+를 지원하며 전반적으로 시야각이 넒으며 선명한 색감과 디테일을 잘 구현해 DCI-P3 색역을 만족한다. On-Display 지문인식 센서 또한 S10+에 비해 크게 향상되었으며 최대 2번의 터치로만도 바로 지문 인식이 가능하다.

### 카메라
S20 울트라 후면 카메라는 OIS 기술이 적용된 카메라 모듈에 1억 800만 화소 1/1.33 인치 삼성전자 시스템LSI 아이소셀 브라이트 S5KHM1 센서에 79도 화각으로 설정한 광각 카메라, DRAM 내장 1,200만 화소 삼성전자 시스템LSI 아이소셀 패스트 SAK2L3 센서 120도 화각의 초광각 카메라, 별도의 OIS 기술이 들어간 4,800만 화소 1/2인치, 0.8 μm 소니 세미컨덕터 엑스모어 RS IMX586 센서에 120도 화각의 망원 카메라, 그리고 소니 세미컨덕터 엑스모어 R IMX316 ToF 센서를 이용한 Depth Vision 심도 카메라를 탑재한 4개의 랜즈로 구성되어 있다. 심도 카메라의 경우 카메라와 물체의 거리를 측정하여 보다 정확한 포커싱을 지원하기 위해서이다. 망원 카메라의 경우 하이브리드 방식으로 10배 광학 줌과 소프트웨어를 이용한 100배 디지털 줌을 지원한다. 100배 디지털 줌의 경우 소프트웨어가 AI 알고리즘을 통하여 선명도와 밝기등을 조절한다. AF 자동 포커싱 기술을 지원하며 광각 카메라와 망원 카메라는 위상차 검출 AF를 적용했다. 조리개값은 광각 카메라가 F/1.8, 망원 카메라가 F/3.5, 광각 카메라가 F/2.2, 그리고 심도 카메라가 F/1.0이다.
전면 카메라는 삼성전자 시스템LSI 아이소셀 슬림 S5KGH1 센서를 크롭한 F/2.2 4,000만 화소 카메라에 위상자 검출 AF를 적용했다. HM1 1억 800만 화소 카메라의 경우 기본모드는 9개의 픽셀을 하나로 묶는 노나셀 기술을 적용하여 1,200만 화소를 제공한다. 이는 어두운 환경에서 픽셀이 너무 많아 픽셀당 광량이 너무 적어 어두운 환경에서는 잘 안찍히는걸 방지하기 위하여 4개 인접 픽셀을 합쳐 하나의 큰 픽셀로 동작하게 하는 테트라셀에서 개선하여 9개 인접 픽셀을 하나로 묶는 방식이다. 이는 어두운 환경에서 더 밝고 세밀한 이미지가 구현이 가능하며 테트라셀에 비해 빛을 2배 이상 더 받을 수 있다. 동영상의 경우 최대 8K(7680 X 4320) 해상도로 1초에 24장을 고속 촬영할 수 있다. 또한 8K 영상에서 3,300만 화소의 이미지를 가져오는 기능 또한 탑재되어 있다. 싱글 테이크 기능의 경우 AI가 자동으로 이미지와 비디오를 다른 각도로 촬영하며 여기서 가장 좋은 이미지나 비디오를 여러개에서 골라 보여준다.
| 모델      | 모델 | Galaxy S20 FE                                       | Galaxy S20                                          | Galaxy S20+                                         | Galaxy S20 Ultra                                |
| --------- | ---- | --------------------------------------------------- | --------------------------------------------------- | --------------------------------------------------- | ----------------------------------------------- |
| Wide      | 사양 | 12 MP, f/1.8, 26 mm, 1/1.76", DPAF, OIS             | 12 MP, f/1.8, 26 mm, 1/1.76", DPAF, OIS             | 12 MP, f/1.8, 26 mm, 1/1.76", DPAF, OIS             | 108 MP, f/1.8, 26 mm, 1/1.33", PDAF, OIS        |
| Wide      | 모델 | Samsung S5K2LD (Exynos) or Sony IMX555 (Snapdragon) | Samsung S5K2LD (Exynos) or Sony IMX555 (Snapdragon) | Samsung S5K2LD (Exynos) or Sony IMX555 (Snapdragon) | Samsung S5KHM1                                  |
| Ultrawide | 사양 | 12 MP, f/2.2, 15 mm, 1/3.1", Fixed Focus            | 12 MP, f/2.2, 13 mm, 1/2.55", Fixed Focus           | 12 MP, f/2.2, 13 mm, 1/2.55", Fixed Focus           | 12 MP, f/2.2, 13 mm, 1/2.55", Fixed Focus       |
| Ultrawide | 모델 | Samsung S5K3L6                                      | Samsung S5K2LA                                      | Samsung S5K2LA                                      | Samsung S5K2LA                                  |
| Telephoto | 사양 | 8 MP, f/2.4, 76 mm, 1/4.5", PDAF, OIS (3x zoom)     | 64 MP, f/2.0, 29 mm, 1/1.72", PDAF, OIS (1.1x zoom) | 64 MP, f/2.0, 29 mm, 1/1.72", PDAF, OIS (1.1x zoom) | 48 MP, f/3.5, 103 mm, 1/2", PDAF, OIS (4x zoom) |
| Telephoto | 모델 | SK Hynix HI-847                                     | Samsung S5KGW2                                      | Samsung S5KGW2                                      | Sony IMX586                                     |
| ToF       | 사양 | -                                                   | -                                                   | (640 x 480) 307.2 KP                                | (640 x 480) 307.2 KP                            |
| ToF       | 모델 | -                                                   | -                                                   | Sony IMX516                                         | Sony IMX516                                     |
| Front     | 사양 | 32 MP, f/2.2, 26 mm, 1/2.74", Fixed Focus           | 10 MP, f/2.2, 26 mm, 1/3.24", DPAF                  | 10 MP, f/2.2, 26 mm, 1/3.24", DPAF                  | 40 MP, f/2.2, 26 mm, 1/2.8", PDAF               |
| Front     | 모델 | Sony IMX616                                         | Sony IMX374                                         | Sony IMX374                                         | Samsung S5KGH1                                  |

### 배터리
내장형의 리튬 이온 배터리를 사용하며 용량은 5,000 mAh. 이는 전작인 갤럭시 S10+와 갤럭시 노트 10+의 4,100mAh, 4,300mAh에 비해 크게 늘어난것이다. USB Power Delivery 3.0 규격 기반의 삼성전자 Super Fast Charging 규격, 삼성전자 Adaptive Fast Charging 규격, 그리고 쿨컴 퀵 차지 2.0 규격의 고속충전을 지원한다. n그리고 Qi 규격과 AirFuel 규격의 자기유도 방식인 무선충전 기술 및 삼성전자 Fast Wireless Charging 2.0 규격의 자기유도 방식인 고속 무선충전 기술을 지원한다. 특히, 기기 자체가 무선충전기가 되어 다른 기기에 무선충전으로 전력을 공급해주는 무선 배터리 공유 기능을 지원한다. 갤럭시S20은 4000mAh의 내장형의 리튬 이온 배터리가 탑재되었고 갤럭시S20+는 4500mAh, 갤럭시S20울트라는 5000mAh의 내장형 리튬 이온 배터리가 탑재되어 전작인 갤럭시S10 시리즈에 비해 용량이 향상되었다.
60Hz 주사율 세팅의 경우 갤럭시 S20 울트라는 18시간 40분간 비디오
재생이 가능하다.

### 기타
단자 규격은 USB Type-C를 입출력 단자로 사용하며 전송 규격으로 최대 USB 3.1 Gen1까지 지원한다. 그리고 3.5 mm 단자가 존재하지 않는다. 따라서 사운드 출력은 USB 3.1 Gen1 Type-C가 담당한다. USB Type-C는 위, 아래 상관없이 아무렇게나 꽂아도 된다.
초음파 방식의 지문인식 센서가 디스플레이 하단에 내장되어 있다. 그리고 방수 방진을 지원한다. 등급은 IP68로, 이는 방진 등급은 최고레벨이지만, 방수 등급은 IPX9K 등급보다 1단계 낮다.
기기 공개 당시 운영체제는 안드로이드 10이다. 하지만 2020년 12월 현재 안드로이드 11, ONE UI 3.0 이 공개되어 내수용 모델에 업데이트가 시작되었다.

## 종류

### 갤럭시 S20 TE
삼성 갤럭시 S20 택티컬 에디션(삼성 갤럭시 S20 TE)은 삼성전자의 터치스크린 방식의 안드로이드 스마트폰이다.
이 장치는 미연방 정부와 미국 국방부의 운영자들의 요구에 맞게 제작되었다. 모바일이 승인된 CSFC(Commercial Solutions for Classified Program) 구성요소는 야간 시야, 스텔스 모드, 드론 피드 및 레이저 거리 측정기를 지원한다. 전술 라디오와 임무 시스템에 연결할 수 있으며, 배틀필드 보조 외상 분산 관측 키트(BATDOK) 등의 애플리케이션을 실행할 수 있다.

### 갤럭시 S20 BTS 에디션
삼성과 BTS가 제휴를 맺어 만들어진 핸드폰이다. 기종은 갤럭시 S20+이다. 판매 1시간만에 단종되었다. 방탄소년단을 상징하는 무광 보라색이다.

### 갤럭시 S20 FE
삼성전자가 삼성 갤럭시 S20 5G에서 좋은 기능만 골라서 넣어놓은 폰이다
FE는 FAN EDITION의 약자이다. 갤럭시노트FE에 이어 두 번째로 출시되는 FE 시리즈이다.
2020년 10월 6일부터 사전예약을 실시하였고 2020년 10월 16일에 정식판매를 시작했다.
삼성 갤럭시 S20 5G와 다른점은 광학식지문인식 센서, 800만 화소 망원 카메라, 3200만 화소 전면 펀치홀 카메라, FHD+ Super AMOLED 플랫 디스플레이, 고릴라 글래스 3(S5에서 탑재) 6/8GB 램을 탑재했다. 내수용으로는 램 6GB와 내장메모리 128GB 모델만 출시되었는데 갤럭시 노트20과 일부 스펙이 겹친다. 디스플레이는 갤럭시S20+와 갤럭시S10 5G와 동일한 6.7인치이다. 내장형 리튬 이온 배터리 4500mAh가 탑재되었으며 갤럭시S20+와 갤럭시S10 5G와 용량이 비슷하다. 25W 고속충전을 스펙 상으로 지원한다고 되어있으나 25W 고속충전기는 동봉되지 않았고 15W 고속충전기가 동봉되었다. SK텔레콤과 KT, LG U+ 3사와 자급제로 판매중이며 출고가는 89만 9천원이다.

## 같이 보기
- 삼성 갤럭시 S 시리즈| 이전 삼성 갤럭시 S10 | 삼성 갤럭시 S 시리즈 삼성 갤럭시 S20 | 다음 삼성 갤럭시 S21 |